# 阿克塔什斯基普羅瓦爾湖
54°54′54″N 52°8′52″E / 54.91500°N 52.14778°E

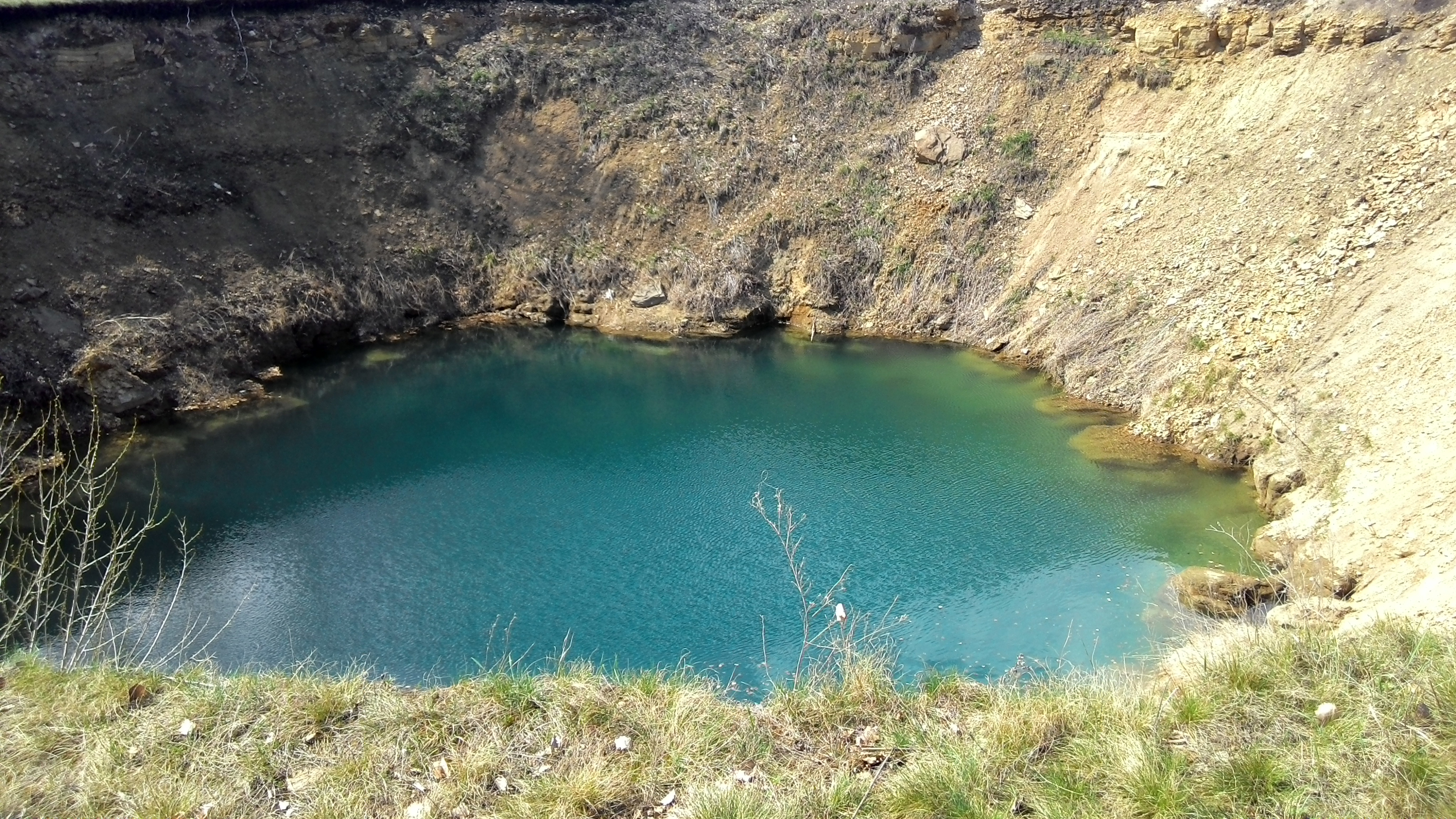

阿克塔什斯基普羅瓦爾湖（俄语：Акташский Провал），是俄羅斯的湖泊，位於該國西部韃靼斯坦共和國，由阿爾梅季耶夫斯克區負責管轄，長28米、寬28米，平均水深11米，最大水深28米。